# Ivian Sarcos
Ivian Lunasol Sarcos Colmenares (Guanare, 26 de julho de 1989) é uma modelo venezuelana eleita Miss Mundo em 2011.
Ela foi a sexta venezuelana a vencer este concurso. 

## Biografia
Nascida na cidade de Guanare, no estado venezuelano de Portuguesa, Ivian tornou-se órfã em 1998, na época com apenas oito anos de idade, quando seus pais María Brígida Colmenares e Juan María Sarcos morreram, deixando doze filhos. Passou, então, a ser criada pelas freiras de um convento na cidade de San Carlos, no estado de Cojedes, onde viveu por cinco anos. Crescendo em ambiente religioso, Ivian chegou a cogitar se tornar uma freira, porém seus atributos físicos fizeram com que optasse pela carreira de modelo.

## Concursos de Beleza

### Miss Venezuela
Sarcos cursava Estudos Internacionais na Universidade Central da Venezuela e trabalhava em uma loja no Centro Comercial Sambil, ambos em Caracas, quando conheceu Osmel Sousa, organizador do Miss Venezuela. Logo, se inscreveu em um casting e foi indicada como Miss Amazonas.
Representando o estado do Amazonas, Ivian competiu no concurso Miss Venezuela 2010, em 28 de outubro, terminado em segundo lugar, atrás apenas da candidata de Miranda Vanessa Gonçalves, recebendo, portanto, o título de Miss Venezuela Mundo 2010.

### Miss Mundo

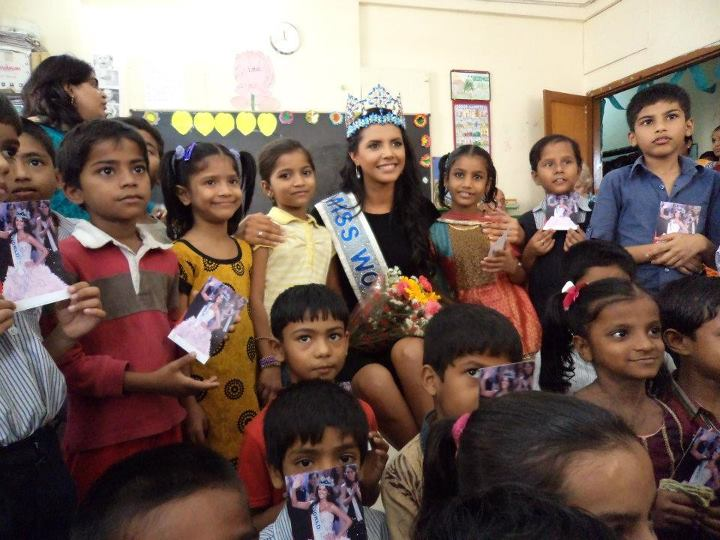
Ivian Sarcos numa escola em Mumbai, Índia, durante o reinado

Em novembro de 2011, Ivian representou seu país no Miss Mundo 2011, realizado no Centro de Exibições Earl Court, em Londres, no Reino Unido. Na final do dia 6 de novembro, foi eleita a vencedora do concurso, deixando para trás candidatas de outros 112 países, quebrando um jejum de dezesseis anos sem vitórias venezuelanas e colocando a Venezuela no primeiro lugar do ranking do Miss Mundo, com seis títulos.
Em dezembro do mesmo ano, na volta à Venezuela, foi homenageada pela população e autoridades, sendo recebida, inclusive, pelo Presidente da República Hugo Chavez no Palácio de Miraflores.

## Vida após os concursos
Ivian trabalha como modelo e chegou a viver por alguns anos na Europa. 
Em 2015 ela foi jurada do Miss Vietnã Mundo. 

### Polêmicas devido o Chavismo
Ivian, que havia sido recebida por Hugo Chávez durante o reinado, após entregar sua coroa expressou seu apoio público ao governo Chavista e durante um evento no qual apareceu ao lado do então presidente da Venezuela, disse: "Aqui estou para apoiar a Chávez". No entanto, em 2016 a imprensa noticiou que ela estaria arrependida de ter apoiado o Chavismo. Segundo o La Patilla em julho de 2016, que escreveu na manchete "Agora sim! Esta ex-Miss Mundo reconhece a crise na Venezuela depois de ter apoiado Chávez", Ivian teria dito que "o país estava caindo aos pedaços". 